# Адегой
Адегой — річка в Краснодарському краї Росії.
Протяжність — 21,5 км, бере початок з криниці під Кабардинським перевалом і впадає в річку Абін в центрі станиці Шапсугської.
| Річка | Це незавершена стаття про річку. Ви можете допомогти проєкту, виправивши або дописавши її. |